# Ардатов, Анатолий Сергеевич
Анато́лий Серге́евич Арда́тов (настоящее имя — Натан Соломонович Звенигородский; 1891, Харьков — 10 июня 1931, Москва) — советский организатор кинопроизводства, деятель здравоохранения. Жертва политических репрессий в СССР.

## Биография
Родился в Харькове в еврейской семье. Окончил гимназию. Три года учился на юридическом факультете Императорского Харьковского университета, но не окончил его. Кандидат в члены РСДРП(б) с 1917 года, член РКП(б) с апреля 1919 года.
С января по апрель 1918 года — заведующий политпросветом Харьковского губернского военного комиссариата. С января 1920 года по январь 1921 года —  заместитель председателя Всеукраинского кинокомитета. С января по апрель 1921 года — начальник отделения иностранной прессы штаба Вооружённых Сил Украины и Крыма. В 1922 году находился на нелегальной загранработе в Польше по линии Разведывательного управления Штаба РККА (Разведупра) в составе труппы артистов и музыкантов, в том числе братьев Дмитрия и Самуила Покрасс.
В декабре 1922 года — заведующий отделением управления кинотеатрами Всероссийского фотокинематографического отдела (ВФКО). В 1923—1924 годах — помощник по Крыму уполномоченного ВУФКУ по Одесской губернии.
В 1924—1925 годах — заведующий типографией КрымЦИК и Крымского обкома РКП(б). В 1925—1926 годах — директор кинофабрики «Узбекгоскино». В 1926—1927 годах — заместитель, временно исполняющий обязанности народного комиссара здравоохранения Таджикской АССР.
В 1929 году работал в руководстве АО «Совкино». В 1930 году — заведующий планово-техноэкономическим отделом Всесою́зного кинофотообъедине́ния «Союзкино». Отвечал за организационные и технические вопросы по созданию звукового кинематографа в стране, входил в состав Комиссии Госплана СССР по обеспечению киноотрасли звуковой аппаратурой. В августе 1930 года выступил с докладом на Первом Всесоюзном совещании по звуковому кино.
В Выводах комиссии по чистке производственного отдела «Союзкино», отвечавшего за работу по звуку, от 4 мая 1931 года Ардатов был обвинён в отсутствии производственной и экспериментальной базы для звуковой советской кинематографии. Просчёт проектировщиков при строительстве кинофабрики «Союзкино» на Потылихе (в будущем — киностудии «Мосфильм») был воспринят как акт преднамеренного вредительства.
Арестован 7 декабря 1930 года, обвинён во вредительстве и контрреволюционной деятельности. Приговорён Коллегией ОГПУ 5 июня 1931 года к ВМН. Расстрелян 10 июня 1931 года. Место захоронения — Ваганьковское кладбище в Москве.
Реабилитирован на основании статьи 1 Указа Президиума Верховного Совета СССР от 16 января 1989 года.

## Фильмография

#### Сценарист
- 1926 — Солнечное счастье / Бахт Куяши / Закон корана / Власть Советов и вода

## Комментарии
1. ↑  Ардатов — сценический псевдоним, взятый в студенческие годы при участии в театральных постановках[1].
2. ↑  Пресса активно освещала ход строительства, называя строящуюся кинофабрику «Советским Голливудом» или «Голливудом на Потылихе»[12][19][20]. Однако кинофабрику проектировали и построили «как студию немых фильмов, а в кино между тем пришёл звук»[21]; павильоны студии были рассчитаны лишь на одновременную съёмку десяти немых фильмов, вследствие отсутствия должной звукоизоляции одновременная съёмка нескольких звуковых фильмов была невозможна[12].